# How Can I Sleep with Your Voice in My Head
How Can I Sleep with Your Voice in My Head é um álbum gravado ao vivo em 2003, pela banda de Synthpop norueguesa a-ha.
As canções foram gravadas nas últimas seis semanas da turnê, tocando por toda a Europa, Rússia e América do Sul, contabilizando um público de aproximadamente meio milhão de pessoas.

## Faixas
1. "Forever Not Yours"
2. "Minor Earth Major Sky"
3. "Manhattan Skyline"
4. "I've Been Losing You"
5. "Crying In The Rain"
6. "The Sun Always Shines On TV"
7. "Did Anyone Approach You?"
8. "Swing Of Things"
9. "Lifelines"
10. "Stay On These Roads"
11. "Hunting High And Low"
12. "Take On Me"
13. "The Living Daylights"
14. "Summer Moved On

- Algumas versões apresentam faixas bônus e extras

## Conteúdo extra
(não é válido para todos)
1. Scoundrel Days
2. Oranges On Appletrees
3. Cry Wolf
4. Dragonfly
5. Time and Again
6. Sycamore Leaves
7. VIDEO a-ha Tourbook

## Créditos
- Morten Harket – Vocal
- Magne Furuholmen – Teclados, vocal
- Paul Waaktaar-Savoy – Guitarra, vocal